# Saison 1925-1926 des Americans de New York
Autres saisons
Saison suivante
Cet article présente la Saison 1925-1926 des Americans de New York.

## Classement
|                         | PJ | V  | D  | DP | BP | BC  | Pun | Pts |
| ----------------------- | -- | -- | -- | -- | -- | --- | --- | --- |
| Sénateurs d'Ottawa      | 36 | 24 | 8  | 4  | 77 | 42  | 341 | 52  |
| Maroons de Montréal     | 36 | 20 | 11 | 5  | 91 | 73  | 554 | 45  |
| Pirates de Pittsburgh   | 36 | 19 | 16 | 1  | 82 | 70  | 264 | 39  |
| Bruins de Boston        | 36 | 17 | 15 | 4  | 92 | 85  | 279 | 38  |
| Americans de New York   | 36 | 12 | 20 | 4  | 68 | 89  | 361 | 28  |
| St. Patricks de Toronto | 36 | 12 | 21 | 3  | 92 | 114 | 325 | 37  |
| Canadiens de Montréal   | 36 | 11 | 24 | 1  | 79 | 108 | 458 | 23  |

## Liste des joueurs ayant joué au moins un match
| Nom              | Poste               |
| ---------------- | ------------------- |
| Billy Burch      | Attaquant           |
| Red Green        | Attaquant           |
| Charlie Langlois | Attaquant           |
| Shorty Green     | Attaquant           |
| Alex McKinnon    | Attaquant           |
| Ken Randall      | Attaquant/Défenseur |
| Edmond Bouchard  | Attaquant           |
| Joe Simpson      | Défenseur           |
| Mickey Roach     | Attaquant           |
| Earl Campbell    | Défenseur           |
| Rebé Boileau     | Attaquant           |
| Billy Cameron    | Attaquant           |
| Jake Forbes      | Gardien de but      |
| Bob Hall         | Attaquant           |
| Joe Ironstone    | Gardien de but      |
| John Morrison    | Défenseur           |

### Décembre
| N° | Date        | Visiteur                | Score | Domicile                | Fiche |
| -- | ----------- | ----------------------- | ----- | ----------------------- | ----- |
| 1  | 2 décembre  | Americans de New York   | 2 - 1 | Pirates de Pittsburgh   | 1-0-0 |
| 2  | 5 décembre  | Americans de New York   | 3 - 5 | St. Patricks de Toronto | 1-1-0 |
| 3  | 8 décembre  | Americans de New York   | 6 - 2 | Canadiens de Montréal   | 2-1-0 |
| 4  | 10 décembre | Americans de New York   | 0 - 3 | Sénateurs d'Ottawa      | 2-2-0 |
| 5  | 15 décembre | Canadiens de Montréal   | 1 - 3 | Americans de New York   | 2-3-0 |
| 6  | 18 décembre | Americans de New York   | 2 - 3 | Pirates de Pittsburgh   | 2-4-0 |
| 7  | 19 décembre | Maroons de Montréal     | 1 - 4 | Americans de New York   | 2-5-0 |
| 8  | 22 décembre | Americans de New York   | 3 - 2 | Bruins de Boston        | 3-5-0 |
| 9  | 26 décembre | Pirates de Pittsburgh   | 3 - 1 | Americans de New York   | 4-5-0 |
| 10 | 30 décembre | St. Patricks de Toronto | 2 - 1 | Americans de New York   | 5-5-0 |

### Janvier
| N° | Date       | Visiteur              | Score | Domicile                | Fiche  |
| -- | ---------- | --------------------- | ----- | ----------------------- | ------ |
| 12 | 2 janvier  | Americans de New York | 2 - 3 | Maroons de Montréal     | 5-6-0  |
| 13 | 7 janvier  | Bruins de Boston      | 2 - 2 | Americans de New York   | 5-6-1  |
| 13 | 9 janvier  | Americans de New York | 2 - 1 | Canadiens de Montréal   | 6-6-1  |
| 14 | 11 janvier | Sénateurs d'Ottawa    | 0 - 1 | Americans de New York   | 6-7-1  |
| 15 | 13 janvier | Canadiens de Montréal | 2 - 1 | Americans de New York   | 6-8-1  |
| 16 | 15 janvier | Americans de New York | 3 - 4 | St. Patricks de Toronto | 6-9-1  |
| 17 | 19 janvier | Pirates de Pittsburgh | 0 - 4 | Americans de New York   | 6-10-1 |
| 18 | 21 janvier | Americans de New York | 2 - 3 | Sénateurs d'Ottawa      | 6-11-1 |
| 19 | 23 janvier | Bruins de Boston      | 2 - 2 | Americans de New York   | 6-11-2 |
| 20 | 25 janvier | Maroons de Montréal   | 1 - 1 | Americans de New York   | 6-11-3 |
| 21 | 30 janvier | Sénateurs d'Ottawa    | 1 - 0 | Americans de New York   | 6-12-3 |

### Février
| N° | Date       | Visiteur                | Score | Domicile              | Fiche  |
| -- | ---------- | ----------------------- | ----- | --------------------- | ------ |
| 22 | 3 février  | St. Patricks de Toronto | 1 - 1 | Americans de New York | 6-12-4 |
| 23 | 6 février  | Pirates de Pittsburgh   | 6 - 1 | Americans de New York | 6-13-4 |
| 24 | 9 février  | Americans de New York   | 0 - 4 | Bruins de Boston      | 6-14-4 |
| 25 | 13 février | Americans de New York   | 1 - 2 | Maroons de Montréal   | 6-15-4 |
| 26 | 16 février | St. Patricks de Toronto | 3 - 2 | Americans de New York | 6-16-4 |
| 27 | 18 février | Bruins de Boston        | 7 - 3 | Americans de New York | 6-17-4 |
| 28 | 19 février | Americans de New York   | 2 - 1 | Pirates de Pittsburgh | 7-17-4 |
| 29 | 24 février | Canadiens de Montréal   | 1 - 6 | Americans de New York | 8-17-4 |
| 30 | 27 février | Americans de New York   | 1 - 0 | Canadiens de Montréal | 9-17-4 |

### Mars
| N° | Date    | Visiteur                | Score | Domicile              | Pts     |
| -- | ------- | ----------------------- | ----- | --------------------- | ------- |
| 31 | 2 mars  | Americans de New York   | 3 - 1 | Sénateurs d'Ottawa    | 10-17-4 |
| 32 | 4 mars  | Sénateurs d'Ottawa      | 1 - 0 | Americans de New York | 10-18-4 |
| 33 | 6 mars  | St. Patricks de Toronto | 4 - 2 | Americans de New York | 10-19-4 |
| 34 | 9 mars  | Americans de New York   | 1 - 0 | Bruins de Boston      | 11-19-4 |
| 35 | 11 mars | Americans de New York   | 1 - 5 | Maroons de Montréal   | 11-20-4 |
| 36 | 17 mars | Maroons de Montréal     | 3 - 5 | Americans de New York | 12-20-4 |